# 10월

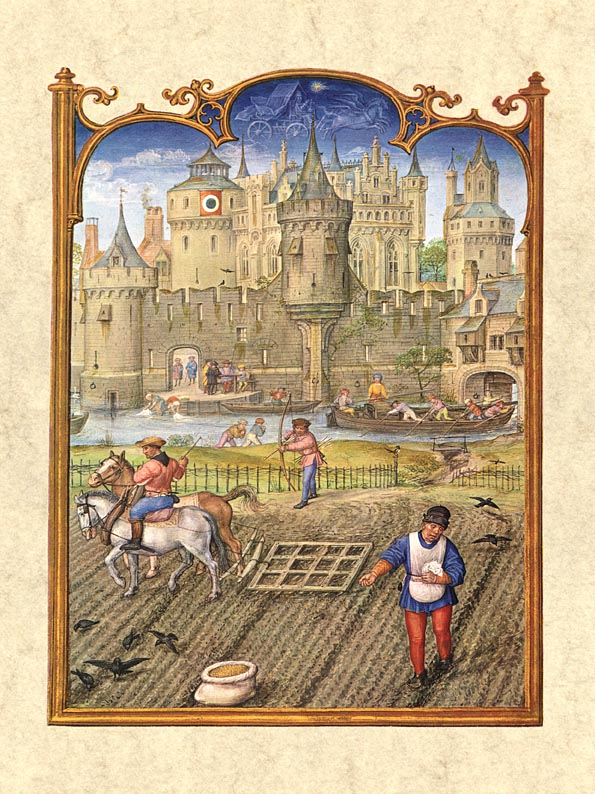

10월(十月시월, October)은 그레고리력에서 한 해의 열 번째 달이며, 31일까지 있다. 평년인 경우 이 달과 그 해의 1월은 같은 요일로 시작하고 같은 요일로 끝나며 2월하고도 항상 같은 요일로 끝난다. 그 다음 해가 평년일 경우에는 그 다음 해 4월과 7월과 같은 요일로 시작한다. 다만, 다음 해가 윤년이면 다음 해 9월과 12월과 같은 요일로 시작된다.
400년 동안 이 달은 월요일, 목요일, 토요일에 58번, 화요일과 수요일에 57번, 금요일과 일요일에는 56번 시작한다.
단, 금요일로 시작하는 평년(혹은 목요일로 시작하는 윤년)일 경우에는 10월의 공휴일이 아예 없는 경우도 있고, 목요일로 시작하는 평년(혹은 수요일로 시작하는 윤년)일 경우에는 한글날만 공휴일이며, 토요일로 시작하는 평년(혹은 금요일로 시작하는 윤년)일 경우에는 개천절만 공휴일이다.
경우에 따라서는 추석이 있는 해도 있다. 이런 경우는 모두 음력 3월~7월에 윤달을 끼고, 이 가운데에는 9월 30일이 추석 당일인 경우 혹은 대체휴일이 적용된 경우도 포함한다. (예: 2001년, 2006년, 2009년, 2012년 (10월 1일), 2017년, 2020년, 2025년 등)
단, 첫 주 평일은 1일, 4일(개천절 연휴, 개천절 징검다리 연휴 포함)이며, 마지막 주 평일은 29일, 30일, 31일이다.
북한은 수요일로 시작하는 윤년, 목요일로 시작하는 평년/윤년과 금요일로 시작하는 평년에는 노동당 창건일이 주말과 겹쳐 10월에 공휴일이 사실상 없는 해가 된다.
그리고 토요일로 시작하는 평년(혹은 금요일로 시작하는 윤년)일 경우에는 문화의 날이 스포츠의 날과 겹쳐지며, 일요일로 시작하는 평년(혹은 토요일로 시작하는 윤년)일 경우에는 문화의 날이 경찰의 날과 겹쳐진다.
음력 8월과 음력 9월이 이 달에 있으며 10월에는 음력 8월 15~16일, 9월 15~16일의 보름달을 관측할 수 있다. 윤달일 경우는 윤8월이나 윤9월이 양력 10월에 낀다.

## 유래
영어의 October는 옥타비아누스(Octavianus)에서 유래되었다. 또는, 라틴어와 그리스어로 eight(8)을 의미하는 octo에서 유래되었다.

## 행사
- 음력 8월 15일은 추석이다.[1]
- 대한민국의 K리그 정규 시즌이 끝나는 달이다.
- 대한민국 KBO 리그의 한국시리즈가 끝나는 달이다.
- 대한민국의 프로농구가 개막하는 달이다.
- 미국의 메이저 리그 사커 정규시즌이 끝나는 달이다.
- 미국의 핼러윈 축제가 열리는 달이다. 핼러윈의 날짜는 10월 31일.
- 핀란드 베이카우스리가의 시즌이 끝나는 달이다.
- 미국 메이저 리그 베이스볼의 포스트 시즌이 시작되는 달이며, 가끔 월드시리즈가 치러지기도 한다. 미국에서는 이를 가리켜 '악토버 클래식'으로 부르기도 한다.
- 대학수학능력시험 출제는 10월부터 시작된다.

## 대한민국의 국경일과 법정기념일
- 10월 1일 - 국군의 날 - 1991년부터 공휴일에서 제외됨.
- 10월 2일 - 노인의 날
- 10월 3일 - 개천절 (공휴일)[2] -2021년부터 대체휴일제가 적용된다.
- 10월 5일 - 세계 한인의 날
- 10월 8일 - 재향군인의 날
- 10월 9일 - 한글날 (공휴일) - 1991년부터 2012년까지는 공휴일에서 제외되었음. 2013년부터 재지정. 2021년부터 대체휴일제 적용됨.[3]
- 10월 10일 - 임산부의 날
- 10월 15일 - 스포츠의 날
- 10월 16일 - 부마민중항쟁 기념일
- 10월 셋째 토요일 - 문화의 날
- 10월 21일 - 경찰의 날
- 10월 24일 - 유엔의 날 - 1976년부터 공휴일에서 제외됨.
- 10월 25일 - 독도의 날
- 10월 마지막 화요일 - 금융의 날
- 10월 28일 - 교정의 날
- 10월 29일 - 지방자치의 날

## 세계 각국의 휴일
- 키프로스 - 독립기념일 (10월 1일)
- 나이지리아 - 독립기념일 (10월 1일)
- 팔라우 - 독립기념일 (10월 1일)
- 투발루 - 독립기념일 (10월 1일)
- 우즈베키스탄 - 스승의 날 (10월 1일)
- 중화인민공화국 - 국경절 (10월 1일)
- 기니 - 독립기념일 (10월 2일)
- 이라크 - 독립기념일 (10월 3일)
- 대한민국 - 개천절 (10월 3일), 한글날 (10월 9일), 추석 연휴 (일부)
- 독일 - 통일기념일 (10월 3일), 종교개혁기념일 (10월 31일[4])
- 온두라스 - 모라산의 날 (10월 3일), 콜럼버스의 날 (10월 12일), 국군의 날 (10월 21일)
- 레소토 - 독립기념일 (10월 4일)
- 바누아투 - 제헌절 (10월 5일)
- 이집트 - 육군기념일 (10월 6일)
- 크로아티아 - 독립기념일 (10월 8일)
- 우간다 - 독립기념일 (10월 9일)
- 조선민주주의인민공화국 - 조선로동당 창건일 (10월 10일)
- 피지 - 독립기념일 (10월 10일)
- 중화민국 - 쌍십절 (10월 10일)
- 미국 - 콜럼버스 기념일 (10월 둘째 주 월요일)
- 일본 - 스포츠의 날 (10월 둘째 주 월요일)[5]
- 캐나다 - 추수감사절 (10월 둘째 주 월요일)
- 북마케도니아 - 혁명기념일 (10월 11일)
- 적도 기니 - 독립기념일 (10월 12일)
- 브라질 - 어린이날 (10월 12일)
- 과테말라 - 콜럼버스 기념일 (10월 12일), 혁명기념일 (10월 20일)
- 태국 - 푸미폰 아둔야뎃 기일 (10월 13일) - 대체휴일제 적용
- 탄자니아 - 줄리어스 니에레레의 날 (10월 14일)
- 아제르바이잔 - 독립기념일 (10월 18일)
- 알바니아 - 마더 테레사의 날 (10월 19일)
- 잠비아 - 독립기념일 (10월 24일)
- 그레나다 - 추수감사절 (10월 25일)
- 오스트리아 - 독립기념일 (10월 26일)
- 투르크메니스탄 - 독립기념일 (10월 27일)
- 체코 - 독립기념일 (10월 28일)
- 그리스 - 오치 참전기념일 (10월 28일)[6]
- 튀르키예 - 독립기념일 (10월 29일)
- 미국의  네바다주 - 연방가입일 (10월 31일)
- 슬로베니아 - 종교개혁기념일 (10월 31일)
- 이스라엘 - 욤키푸르 (주로 10월 중에 온다.)
- 뉴질랜드 - 노동절 (10월 넷째 주 월요일)

## 절기
- 한로: 10월 8일 또는 10월 9일.
- 상강: 10월 23일 또는 10월 24일.